# 古巴獨立戰爭
古巴獨立戰爭是1895年至1898年古巴人民反抗西班牙殖民統治追求古巴獨立的一場戰爭。

## 歷史
1892年4月10日，古巴革命黨成立。1895年2月，东方省爆發武裝起義。4月，何塞·馬蒂率領軍隊在古巴東部海岸登陸，並與安东尼奥·马塞奥·格拉哈莱斯領導的起義軍會師。5月，何塞·馬蒂陣亡。9月6日，起義軍在卡馬圭省希马瓜尤召開立憲大會，宣佈古巴共和國臨時憲法誕生和古巴獨立。9月18日，古巴臨時共和國政府成立。10月，起義軍發動突進戰役，開始向古巴西部進攻，在8個月時間內佔領22座城鎮。西班牙方面出動20萬軍隊鎮壓起義，並在古巴全境設立集中營。1896年12月，安东尼奥·马塞奥·格拉哈莱斯陣亡。截至1898年初，起義軍佔領古巴三分之二的領土。西班牙政府同意古巴自治。1898年4月，美西戰爭爆發，美國開始進攻古巴。7月，起義軍佔領圣地亚哥-德古巴。12月10日，美國和西班牙在法國巴黎簽訂巴黎條約，西班牙宣佈放棄古巴領土。美國開始接管古巴。1901年，古巴成為美國保護國。1902年，古巴正式獨立。